# Aeroportul Pattani
Aeroportul Pattani (IATA: PAN, ICAO: VTSK) este un aeroport din Bo Thong⁠(d), Districtul Nong Chik, Provincia Pattani, Thailanda ce deservește zona Pattani⁠(d). A fost numit după zona deservită.
Situat la o altitudine de 2 m, aeroportul dispune de o singură pistă.